# 大山崎町
大山崎町（日语：／ Ōyamazaki chō */?）是京都府轄下的行政區劃，為京都府內面積最小的行政區劃。
轄區位於桂川、淀川、木津川的匯流處北側，轄內西側為山區，其他區域為平原，自古以來就為自西國進入京都的重要通道。日本戰國時代末期明智光秀與豐臣秀吉之間的山崎之戰發生於此地。

## 人口
| 大山崎町人口分布圖 |                                                 |  |
| 大山崎町與日本全國年齡別人口分布比較圖 （2005年資料） | 大山崎町的年齡、男女別人口分布圖 （2005年資料） |  |
| ■紫色是大山崎町 ■綠色是全国 | ■藍色是男性 ■紅色是女性                         |  |
| 大山崎町人口變化 \| 1970年 \| 10,375人 \| \| \| 1975年 \| 14,966人 \| \| \| 1980年 \| 16,283人 \| \| \| 1985年 \| 16,717人 \| \| \| 1990年 \| 16,152人 \| \| \| 1995年 \| 15,879人 \| \| \| 2000年 \| 15,736人 \| \| \| 2005年 \| 15,191人 \| \| \| 2010年 \| 15,121人 \| \| \| 2015年 \| 15,181人 \| \| \| 2020年 \| 15,953人 \| \| |                                                 |  |
| 資料來源：日本總務省統計中心提供之人口普查數據 |                                                 |  |
| 1970年 | 10,375人                                        |  |
| 1975年 | 14,966人                                        |  |
| 1980年 | 16,283人                                        |  |
| 1985年 | 16,717人                                        |  |
| 1990年 | 16,152人                                        |  |
| 1995年 | 15,879人                                        |  |
| 2000年 | 15,736人                                        |  |
| 2005年 | 15,191人                                        |  |
| 2010年 | 15,121人                                        |  |
| 2015年 | 15,181人                                        |  |
| 2020年 | 15,953人                                        |  |

## 歷史
位於主要市區山崎車站前的離宮八幡宮原為祭祀八幡神，建於西元9世紀，由於當時建於嵯峨天皇的離宮（河陽離宮）原址，所以被稱作「離宮八幡宮」。由於9世紀時這裡的神官開發了搾油的器具，開始製造「荏胡麻油」，所以被視為日本的製油發祥地，此後更發展出大山崎油座制度獨佔了荏胡麻油的販售權。
自8世紀起，也曾在此與位於淀川對岸的橋本地區之間多次架設山崎橋，但由於屢遭洪水沖毀，在11世紀後即無此橋的紀錄，16世紀末豐臣秀吉時期一度重建此橋，但再次遭到沖毀後，直到20世紀之前，此地要通過淀川都只能靠渡船。
在令制國時期本地屬於山城國乙訓郡，1582年明智光秀在本能寺之變之中於京都殺害織田信長後，豐臣秀吉在六天內完成被稱為中國大返還的急行軍自備中高松城（位於今天的岡山縣岡山市）抵達此地，兩軍於此展開山崎之戰，最終豐臣秀吉取得勝利，豐臣秀吉也因此成為掌握原屬織田信長的大部分勢力。
在江戶時代此地分屬京都公家、離宮八幡宮及幕府的直屬領地，在明治維新後被劃入新設立的京都府；1889年實施町村制時，設立了大山崎村，範圍即為現在的大山崎町，在1967年，大山崎村改制為大山崎町。

## 交通
轄內同時有西日本旅客鐵道的JR京都線與阪急電鐵京都本線通過，兩條路線各自在轄內唯一的車站一樣都位於轄內南部的大字大山崎地區，兩車站步行距離僅約250公尺。

### 鐵路
- 西日本旅客鐵道（JR西日本）
  - 東海道本線（JR京都線）：（←長岡京市） - 山崎車站 - （島本町→）
- 東海旅客鐵道
  - 東海道新幹線：（←長岡京市） - （通過轄內，但未設有車站） - （島本町→）
- 阪急電鐵
  - 京都本線：（←島本町） - 大山崎車站 - （長岡京市→）

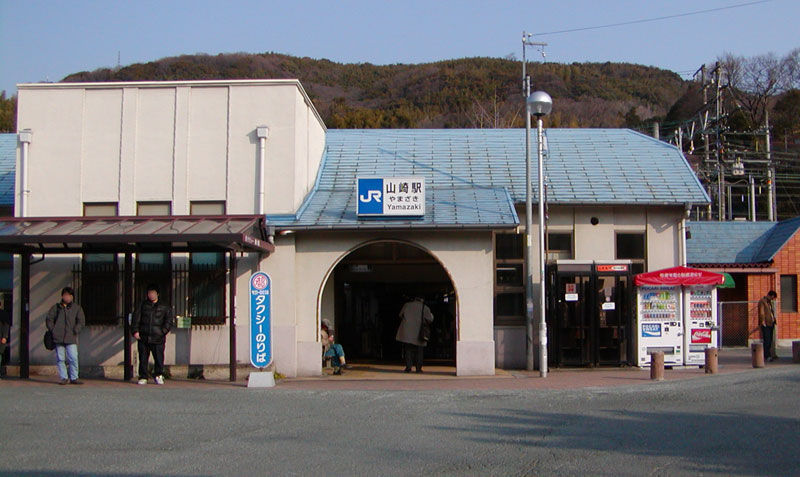
JR山崎車站
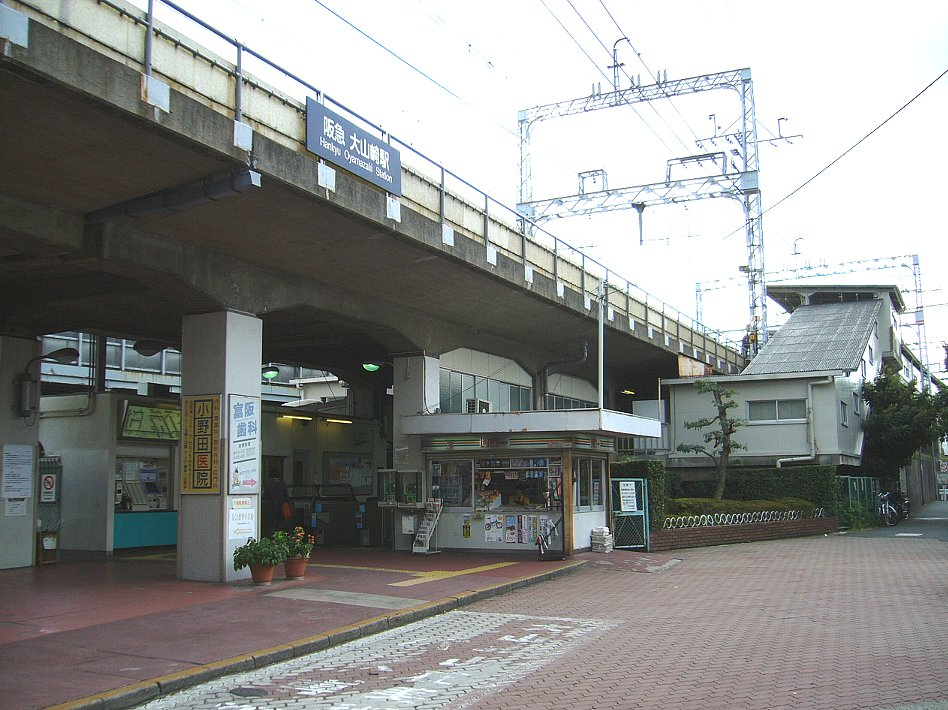
阪急大山崎車站

### 公路
高速公路
- 名神高速公路：（長岡京市） - 大山崎交流道/大山崎系統交流道 - （島本町）
- 京都縱貫自動車道：（長岡京市） - 大山崎交流道/大山崎系統交流道

## 外部連結
- （日語） 大山崎町觀光站（页面存档备份，存于）